# Джанам-Астхан
Джанам-Астхан (англ. Janam Asthan) — гурудвара и главная достопримечательность города Нанкана-Сахиб (основана в конце XVII века.; перестроена в 1820-е г.г.), посвящённая Нанаку и построенная на месте дома, в котором он родился. Нанкана-Сахиб — один из основных центров паломничества сикхов.

## История
20 февраля 1921 года около 150 безоружных сикхов молились внутри гурудвары, когда на них совершила нападение индуистская преступная группировка. Они резали, избивали и сжигали заживо сикхов.
Узнав о резне, тысячи сикхов со всей провинции Пенджаб поспешили на помощь своим единоверцам в Нанкане-Сахибе. Однако британские власти отправили войска в город Нанкана-Сахиб с целью не допустить ответной резни. В результате новых столкновений не произошло, прибывшие сикхи похоронили тела 150 убитых единоверцев.